# Andra dragonregementet
Andra dragonregementet, även Nils Gyllenstiernas dragoner, var ett värvat dragonregemente inom svenska armén som verkade under åren 1707–1709.

## Historia
Andra dragonregementet bildades den 9 november 1707 genom att Görtz bajerska dragonregemente delades i två regementet om 750 man. Det efter att Heinrich Wilhelm von Goertz hade fråntagits befälet över Görtz bajerska dragonregementet och häktades. Hela Andra dragonregementet, tillsammans med dess regementschef, föll 1709 i rysk fångenskap, efter Slaget vid Poltava.

## Förbandschefer
- 1707–1709: Nils Gyllenstierna  (tillfångatagen)